# Polisportiva Manlio Cavagnaro 1942-1943
Questa voce raccoglie le informazioni riguardanti la Polisportiva Manlio Cavagnaro nelle competizioni ufficiali della stagione 1942-1943.

## Rosa
| N. |                   | Ruolo | Calciatore          |
| -- | ----------------- | ----- | ------------------- |
|    | Italia (bandiera) | A     | Natale Biddau       |
|    | Italia (bandiera) | A     | Bruno Borri         |
|    | Italia (bandiera) | P     | Angelo Castagnola   |
|    | Italia (bandiera) | C     | G Ferrari           |
|    | Italia (bandiera) | A     | Mario Greppi        |
|    | Italia (bandiera) | C     | Antonio Ivaldi (II) |
|    | Italia (bandiera) | C     | Antonio Ivaldi (I)  |

| N. |                   | Ruolo | Calciatore                |
| -- | ----------------- | ----- | ------------------------- |
|    | Italia (bandiera) | C     | Antonio Lucchese          |
|    | Italia (bandiera) | P     | Pino Morini               |
|    | Italia (bandiera) | A     | Giovan Battista Pastorino |
|    | Italia (bandiera) | D     | G. Pegorer                |
|    | Italia (bandiera) | A     | Aldo Peruzzo              |
|    | Italia (bandiera) | A     | G. Scotto                 |
|    | Italia (bandiera) | C     | Bruno Solari              |